# Деніел Ґілліс
Де́ніел Ґі́лліс, англ. Daniel Gillies (14 березня 1976, Вінніпег) — канадський актор. Здобув популярність завдяки ролі Елайджі Майклсона (англ. Elijah) в телесеріалі «Щоденники вампіра».

## Біографія

### Ранні роки життя
Деніел Ґілліс народився 14 березня 1976 року в місті Вінніпег, провінція Манітоба, Канада. Усі свої дитинство та юність майбутній актор провів у Новій Зеландії. Попри те, що його батько був педіатром, і був зовсім не проти, щоби син пішов його слідом, Деніел вирішив стати актором.

### Кар'єра
У Новій Зеландії він устиг знятися в серіалі «Street Legal» (2002—2003). Невдовзі він переїхав до Австралії, для участі в новому проекті. Фільм виявився невдалим, Деніел не побачив перспективи розвитку своєї кар'єри в Австралії й вирішив поїхати до США. Перед поїздкою до Штатів він ненадовго заїхав на свою батьківщину — Канаду.
Вернувшись до Лос-Анджелеса, Деніел почав активно шукати роботу й незабаром дістав другорядну, проте яскраву роль космонавта Джона Джеймсона в блокбастері 2004 року «Людина-павук 2» — після виходу картини в прокат, його кар'єра стрімко пішла вгору. Як зазначили критики, актор зіграв блискуче. Попри те, що він уперше дістав таку велику роль, Деніел вів себе дуже впевнено, ніби мав великий досвід роботи в кіно. Варто також зазначити участь актора в музичній комедії «Наречена і упередження», сюжет якої заснований на романі Джейн Остін «Гордість і упередження».
2007 року актор знявся в нашумілому трилері «Викрадення». Потім пішли ролі в «Не зіткнись із зорями», серіалі «Реальна кров», «Щоденники вампіра», де актор виконав роль Стародавнього вампіра, Елайджі. Также Деніел зняв і зіграв головну роль у фільмі «Broken Kingdom». 2011 року актор пройшов відбір до нового серіалу «Saving Hope» (Зберігаючи), де дістав одну з головних ролей. Пілотна серія серіалу вийшла 8 червня 2012 року на каналі NBC.

### Особисте життя
У 2004 році Гілліс одружився з актрисою Рейчел Лі Кук після менше року відносин. У подружжя є донька Шарлотта Істон Гілліс (рід. 28.09.2013) та син Теодор Віго Салліван Гілліс (рід. 4.04.2015). 13 червня 2019 року Рейчел і Деніел оголосили в своїх Instagram акаунтах, що вони обопільно вирішили розлучитися.

## Фільмографія
| Рік  | Назва українською           | Мовою оригіналу           | Роль          | Примітки                    |
| ---- | --------------------------- | ------------------------- | ------------- | --------------------------- |
| 1998 | Солдатське кохання          | A Soldier's Sweetheart    | Лікар         |                             |
| 2001 | Ніхто тебе не чує           | No One Can Hear You       | Дірк Меткалф  |                             |
| 2002 | Різні ракурси               | Various Positions         | Марсель       |                             |
| 2004 | Людина-павук 2              | Spider-Man 2              | John Jameson  |                             |
| 2004 | Порушення                   | Trespassing               | Марк          |                             |
| 2004 | Наречена і упередження      | Bride and Prejudice       | Джонні Вікман |                             |
| 2006 | Відчуття видіння            | The Sensation of Sight    | Ділан         |                             |
| 2007 | Викрадення                  | Captivity                 | Гері Декстер  |                             |
| 2007 | Питання життя і смерті      | Matters of Life and Death | Джиммі        | Короткометражний фільм      |
| 2008 | Не зіткнись із зорями       | Uncross the Stars         | Трой          |                             |
| 2012 | Зруйноване королівство      | Broken Kingdom            | Джейсон '80'  | Також як режисер і продюсер |
| 2020 | Окупація: Місія «Дощ»       | Occupation: Rainfall      |               |                             |
| 2021 | Повернення додому в темряві | Coming Home in the Dark   | Мандрейк      |                             |

| Рік          | Назва українською              | Мовою оригіналу               | Роль                | Примітки                                                   |
| ------------ | ------------------------------ | ----------------------------- | ------------------- | ---------------------------------------------------------- |
| 1999         | Юний Геркулес                  | Young Hercules                |                     | В епізоді: «My Fair Lilith»                                |
| 2000         | Клеопатра 2525                 | Cleopatra 2525                | Симпатичний хлопець | В епізоді: «Mind Games»                                    |
| 2000-2002    | Захисник                       | Street Legal                  | Тім О'Коннор        | Телесеріал                                                 |
| 2002         | Ментори                        | Mentors                       | Король Артур        | В епізоді: «Once and Future King»                          |
| 2002         | Єремія                         | Jeremiah                      | Саймон              | В епізоді: «The Long Road: Part 1»                         |
| 2002         | Снігова королева               | Snow Queen                    | Делфонт Чалфонт     | Телефільм                                                  |
| 2005         | На Захід                       | Into the West                 | Ітан Біґґз          | Мінісеріал                                                 |
| 2007         | Майстри жахів                  | Masters of Horror             | Джек Міллер         | В епізоді: «Dream Cruise»                                  |
| 2010         | Болота                         | The Glades                    | Дейв інс            | В епізоді: «Doppelganger»                                  |
| 2010         | Реальна кров                   | True Blood                    | Джон                | В епізоді: «I Smell a Rat»                                 |
| 2010         | Морська поліція: Спецпідрозділ | NCIS                          | Пітер Маллой        | Епізод: «Royals & Loyals»                                  |
| 2010-2014    | Щоденники вампіра              | The Vampire Diaries           | Елайджа Майклсон    | з 2 по 4 сезон                                             |
| 2012-дотепер | Надія на порятунок             | Saving Hope                   | Доктор Джоель Горан | Провідна роль                                              |
| 2013—2018    | Первородні                     | The Originals                 | Елайджа Майклсон    | Телесеріал Основна роль Спін-офф серіалу Щоденники вампіра |
| 2017         | Зникла дружина Роберта Дерста  | The Lost Wife of Robert Durst | Роберт Дерст        | Телефільм                                                  |
| 2017         | Морські котики                 | SEAL Team                     | Нейт Мессі          | Епізод: "Пілот"                                            |
| 2019—        | Вірджин-Рівер                  | Virgin River                  | Марк Монро          | Повторювана роль                                           |

## Виноски
1. ↑  https://www.instagram.com/mr.danielgillies/
2. ↑  https://www.imdb.com/name/nm0319171/bio/
3. ↑  https://www.imdb.com/name/nm0319171/
4. ↑  Bierly, Mandi (18 січня 2011). 'Vampire Diaries': Daniel Gillies talks Elijah's turn on and his pick for playing Klaus -- EXCLUSIVE. EW.com. Архів оригіналу за 27 квітня 2011. Процитовано 20 квітня 2011.